# Justified/Episodenliste

Logo zur Serie

Diese Episodenliste enthält alle Episoden der US-amerikanischen Dramaserie Justified, sortiert nach der US-amerikanischen Erstausstrahlung. Zwischen 2010 und 2015 entstanden in sechs Staffeln insgesamt 78 Episoden mit einer Länge von jeweils etwa 42 Minuten.

## Übersicht
| Staffel | Episodenanzahl | Erstausstrahlung USA | Erstausstrahlung USA | Deutschsprachige Erstausstrahlung | Deutschsprachige Erstausstrahlung |
| Staffel | Episodenanzahl | Staffelpremiere      | Staffelfinale        | Staffelpremiere                   | Staffelfinale                     |
| ------- | -------------- | -------------------- | -------------------- | --------------------------------- | --------------------------------- |
| 1       | 13             | 16. März 2010        | 8. Juni 2010         | 10. März 2012                     | 2. Juni 2012                      |
| 2       | 13             | 9. Februar 2011      | 4. Mai 2011          | 28. August 2012                   | 30. Oktober 2012                  |
| 3       | 13             | 17. Januar 2012      | 10. April 2012       |                                   |                                   |
| 4       | 13             | 8. Januar 2013       | 2. April 2013        | 1. Oktober 2014                   | 1. Oktober 2014                   |
| 5       | 13             | 7. Januar 2014       | 8. April 2014        | 6. November 2014                  | 18. Dezember 2014                 |
| 6       | 13             | 20. Januar 2015      | 14. April 2015       | 30. April 2015                    | 30. Juli 2015                     |

## Staffel 1
Die Erstausstrahlung der ersten Staffel war vom 16. März bis zum 8. Juni 2010 auf dem US-amerikanischen Kabelsender FX zu sehen. Die deutschsprachige Erstausstrahlung sendete der deutsche Free-TV-Sender Kabel eins vom 10. März bis zum 2. Juni 2012.

### Handlung
Die Handlung der ersten Staffel beschäftigt sich mit den Verbrechen der Familie Crowder und mit den Verbindungen zwischen den Familien Crowder und Givens. Nachdem Raylan Givens (Timothy Olyphant) einen Waffenhändler aus Miami auf fragwürdige Art und Weise getötet hat, wird er in seinen Heimatstaat Kentucky versetzt. Als er erfährt, dass Ava Crowder (Joelle Carter) ihren gewalttätigen Ehemann Bowman getötet hat, will Raylan sie vor der Rache des Crowder-Clans schützen. Eine ernste Bedrohung geht von Boyd Crowder (Walton Goggins) aus, einem örtlichen Kriminellen, der sich als Anhänger von White Supremacy ausgibt und mit dem Raylan zu früheren Zeiten nach Kohle grub. Raylan schießt Boyd in die Brust, aber Boyd überlebt und behauptet, dies sei ein Zeichen Gottes, dass er sein Verhalten ändern solle.
Der Crowder-Familienpatriarch Bo (M. C. Gainey) wird aus dem Gefängnis entlassen, nachdem Raylan den Sheriff von Harlan County verhaftet hat, der Verbindungen zum Kartell von Miami hat, das wiederum ein Kopfgeld auf Raylan ausgesetzt hat. Bo versucht, sein kriminelles Imperium wieder aufzubauen und alte Rechnungen zu begleichen. Boyd wird freigelassen, nachdem AUSA Vazquez, der Raylans fragwürdige Schießereien untersucht, entdeckt, dass Ava und Raylan miteinander geschlafen haben.
Während Bo daran arbeitet, die Vorherrschaft über den Meth-Handel zu erlangen, sammelt Boyd ein Kollektiv von spirituell geläuterten Kriminellen um sich, um Harlans Meth-Problem zu lösen. Als ein verdeckter Informant getötet wird, verspricht Raylan, Boyd zurück ins Gefängnis zu schicken. In der Zwischenzeit hat Raylan mit persönlichen Problemen zu kämpfen: Er arbeitet im selben Gebäude wie seine Ex-Frau (Natalie Zea), für die er immer noch Gefühle hegt; er muss sich mit seinem kriminellen Vater Arlo (Raymond J. Barry) auseinandersetzen, von dem Bo glaubt, dass er ihn um Schutzgelder betrogen hat; er muss herausfinden, wie er mit seiner Beziehung zu Ava umgehen soll; und er muss sich vor den Auftragskillern von Gio, einem Kartellboss aus Miami, schützen.
Raylans ständige Besuche in Harlan sind gespickt mit kleinen Verbrechen und großen Schießereien. Und sein Erfolg bei der Bewältigung dieser Angelegenheiten zieht Bo's Aufmerksamkeit auf sich, was dazu führt, dass Bo einen Deal mit Gio eingeht, um sein Meth-Koch zu sein. Der Plan scheitert, als Boyd eine Lieferung aus Miami in die Luft jagt. Nachdem Bo das herausgefunden hat, verbannt er Boyd aus seiner Gruppierung und tötet alle seine Anhänger, was Boyd dazu bringt, seine Mission in Frage zu stellen. Boyd bietet Raylan seine Hilfe an, um Bo endgültig zu stoppen.
Bo nimmt Ava als Geisel mit zur Crowder-Hütte, wo er Raylans Leben für Ava fordert, um das Kartell in Miami zu besänftigen. Raylan und Boyd gelingt es, Bo's Wachen zu töten und ihm ins Bein zu schießen. Aber Gio's Nichte und Neffe treffen ein und greifen das Haus mit Maschinengewehren an. Bo wird getötet, während Boyd, Ava und Raylan in der Falle sitzen; die Nichte und der Neffe verlangen, dass Raylan an sie ausgeliefert wird.
Nachdem Boyd versucht hat, sich als Raylan auszugeben, sagt Raylan ihm und Ava, dass sie durch den Hinterausgang verschwinden sollen, und er geht mit erhobenen Händen nach vorne. Als die Nichte und der Neffe hervortreten, um ihn zu erschießen, erschießt Boyd den Neffen und die Nichte rennt weg. Boyd will ihr nachgehen, aber Raylan hält ihn auf und sagt, das sei gegen das Gesetz. Boyd macht sich jedoch mit Raylans Auto aus dem Staub, wobei er weder Gewalt anwendet noch damit konfrontiert wird. Als Boyd davonfährt, zieht Raylan seine Waffe und tut so, als würde er schießen. Daraus lässt sich schließen, dass die beiden immer sowohl Verbündete, als auch Gegner sein werden.
| Nr. (ges.) | Nr. (St.) | Deutscher Titel     | Originaltitel               | Erstausstrahlung USA | Deutschsprachige Erstausstrahlung (D) | Regie            | Drehbuch                      |
| ---------- | --------- | ------------------- | --------------------------- | -------------------- | ------------------------------------- | ---------------- | ----------------------------- |
| 1          | 1         | Brand im Stollen    | Fire in the Hole            | 16. März 2010        | 10. März 2012                         | Michael Dinner   | Graham Yost                   |
| 2          | 2         | Riverbrook          | Riverbrook                  | 23. März 2010        | 17. März 2012                         | Michael Dinner   | Graham Yost                   |
| 3          | 3         | Showdown            | Fixer                       | 30. März 2010        | 24. März 2012                         | Fred Keller      | Benjamin Cavell               |
| 4          | 4         | Kojoten             | Long in the Tooth           | 6. Apr. 2010         | 31. März 2012                         | Adam Arkin       | Chris Provenzano              |
| 5          | 5         | Mein ist die Rache  | The Lord of War and Thunder | 13. Apr. 2010        | 7. Apr. 2012                          | Jon Avnet        | Gary Lennon                   |
| 6          | 6         | Die Sammlung        | The Collection              | 20. Apr. 2010        | 14. Apr. 2012                         | Rod Holcomb      | Graham Yost                   |
| 7          | 7         | Bewegliche Ziele    | Blind Spot                  | 27. Apr. 2010        | 21. Apr. 2012                         | Michael Watkins  | Wendy Calhoun                 |
| 8          | 8         | Nichts zu verlieren | Blowback                    | 4. Mai 2010          | 28. Apr. 2012                         | Jon Avnet        | Benjamin Cavell               |
| 9          | 9         | Ohne Hut            | Hatless                     | 11. Mai 2010         | 5. Mai 2012                           | Peter Werner     | Dave Andron                   |
| 10         | 10        | Mike der Hammer     | The Hammer                  | 18. Mai 2010         | 12. Mai 2012                          | John Dahl        | Fred Golan & Chris Provenzano |
| 11         | 11        | Veteranen           | Veterans                    | 25. Mai 2010         | 19. Mai 2012                          | Tony Goldwyn     | Benjamin Daniel Lobato        |
| 12         | 12        | Väter und Söhne     | Fathers and Sons            | 1. Juni 2010         | 26. Mai 2012                          | Michael Katleman | Dave Andron                   |
| 13         | 13        | Bulletville         | Bulletville                 | 8. Juni 2010         | 2. Juni 2012                          | Adam Arkin       | Fred Golan                    |

## Staffel 2
Die Erstausstrahlung der zweiten Staffel war vom 9. Februar bis zum 4. Mai 2011 auf dem US-amerikanischen Kabelsender FX zu sehen. Die deutschsprachige Erstausstrahlung sendete der deutsche Free-TV-Sender Kabel eins vom 28. August bis zum 30. Oktober 2012.

### Handlung
Die Handlung der zweiten Staffel befasst sich hauptsächlich mit den kriminellen Machenschaften des Bennett-Clans. Die Staffel beginnt dort, wo die erste aufgehört hat. Raylan jagt Boyd, der hinter Gios Nichte her ist, die Boyds Vater Bo ermordet hat. Raylan holt beide ein und liefert Gios Nichte schwer verletzt bei Gio ab, wo ein Waffenstillstand zwischen Gio und Raylan geschlossen wird, wobei Raylans ehemaliger Boss droht, Gio selbst zu töten, wenn Raylan stirbt.
Die Bennett-Familienmatriarchin Mags Bennett (Margo Martindale) und ihre drei Söhne Dickie (Jeremy Davies), Coover (Brad William Henke) und Bennett-Polizeichef Doyle (Joseph Lyle Taylor) lenken die kriminellen Unternehmungen in Bennett County. Während Mags jedoch insgeheim versucht, ihre Familie zu rehabilitieren und ihren Enkeln ein „Erbe“ zu verschaffen, versuchen Dickie und Coover zu expandieren und ziehen damit den Zorn des Marshal Service und Raylans auf sich. Aufgrund einer seit langem bestehenden Fehde zwischen den Familien Givens und Bennett, die auf einen Vorfall vor langer Zeit zurückgeht und in der jetzigen Generation zwischen Raylan und Dickie in ihrer Jugend wieder aufflammt (ein Vorfall, bei dem Dickie ein lahmes Bein verlor), beginnen die Dinge sehr kompliziert zu werden, und ihre Vergangenheit holt sie ein.
In der Zwischenzeit kehrt ein deprimierter Boyd in den Bergbau zurück und versucht, sich zu beweisen, indem er Raylan sogar über einige Verbrechen informiert. Als jedoch eine Gruppe Ava bedroht, wird Boyd widerwillig wieder in das kriminelle Leben hineingezogen. Allerdings dreht er den Spieß um, indem er seine Partner, die ihn töten wollten, überlistet. Boyd stiehlt einen Teil des Geldes für Ava, damit sie ihr Haus retten kann, und er erklärt ihr, dass er nun mal ein Krimineller ist.
Mags' Plan wird aufgedeckt: Sie benutzt Dickie und Coover, um Land von den Bürgern von Bennett County zu kaufen, die glauben, dass sie versucht, ein Bergbaukonglomerat zu stoppen. Das Land ist der Schlüssel für das Konglomerat. Boyd durchschaut ihren Plan und hilft Mags, ihr Geschäft abzuschließen, indem er der Familie Bennett einen Teil des Bergbaukonglomerats überlässt. Im Gegenzug überlässt Mags Boyd die Kontrolle über die Verbrechensbekämpfung in Harlan und Bennett County, aber nur, wenn Boyd sich aus dem Marihuana-Geschäft heraushält. Dickie ist darüber verärgert und versucht, sein eigenes kriminelles Imperium aufzubauen und bedroht Boyd. Boyd rekrutiert einige seiner Freunde und Arlo Givens und übernimmt das Marihuana-Geschäft von Dickie. Dickie erkennt Arlo und tötet aus Rache Arlos Frau Helen, was Raylans eigene Rachegelüste weckt und einen weiteren Riss zwischen Vater und Sohn verursacht. Nachdem er gedroht hat, Mags' Geschäft zu zerstören, erwischt Raylan Dickie, kann ihn aber nicht töten und schickt ihn stattdessen ins Gefängnis. Nachdem Mags' Deal abgeschlossen ist, bringt sie jemanden dazu, Dickies Verbrechen zu gestehen, und sagt Dickie, dass die Zukunft von Doyles Kindern gesichert sei und sie nun wieder das Sagen in Bennett County habe. Während sich die Bennetts und die Crowders bekriegen, versucht Raylan, den Frieden zu wahren.
Andere Handlungsstränge beinhalten den Versuch einer neuen Beziehung zwischen Raylan und Winona; Winona, die Geld aus der Asservatenkammer des Marshals stiehlt und Raylan zwingt, ihr zu helfen; Raylan, der herausfindet, dass Winonas neuer Ehemann einen Killer auf sie angesetzt hat; und Arts wachsenden Mangel an Vertrauen in Raylan. Eine weitere wichtige Komponente ist der Mord an Walt, dem Vater von Loretta McCready, einem Teenager, den Mags als Ersatztochter betrachtet. Im Laufe der Staffel ist Raylan entschlossen, Loretta zu schützen, während diese sich langsam der Wahrheit nähert.
| Nr. (ges.) | Nr. (St.) | Deutscher Titel     | Originaltitel      | Erstausstrahlung USA | Deutschsprachige Erstausstrahlung (D) | Regie            | Drehbuch                                                       |
| ---------- | --------- | ------------------- | ------------------ | -------------------- | ------------------------------------- | ---------------- | -------------------------------------------------------------- |
| 14         | 1         | Schwarzbrenner      | The Moonshine War  | 9. Feb. 2011         | 28. Aug. 2012                         | Adam Arkin       | Handlung: Elmore Leonard & Graham Yost Schauspiel: Graham Yost |
| 15         | 2         | Innenleben          | The Life Inside    | 16. Feb. 2011        | 4. Sep. 2012                          | Jon Avnet        | Benjamin Cavell                                                |
| 16         | 3         | Auge des Sturms     | The I of the Storm | 23. Feb. 2011        | 11. Sep. 2012                         | Peter Werner     | Dave Andron                                                    |
| 17         | 4         | Offener Vollzug     | For Blood or Money | 2. März 2011         | 18. Sep. 2012                         | John Dahl        | Wendy Calhoun                                                  |
| 18         | 5         | Sprengstoff         | Cottonmouth        | 9. März 2011         | 25. Sep. 2012                         | Michael Watkins  | Taylor Elmore                                                  |
| 19         | 6         | Glanz und Gloria    | Blaze of Glory     | 16. März 2011        | 2. Okt. 2012                          | Jon Avnet        | Benjamin Cavell                                                |
| 20         | 7         | Der Retter          | Save My Love       | 23. März 2011        | 9. Okt. 2012                          | Jon Avnet        | Graham Yost                                                    |
| 21         | 8         | Abraum              | The Spoil          | 30. März 2011        | 16. Okt. 2012                         | Michael Watkins  | Handlung: Elmore Leonard & Dave Andron Schauspiel: Dave Andron |
| 22         | 9         | Hüte deinen Bruder  | Brother’s Keeper   | 6. Apr. 2011         | 16. Okt. 2012                         | Tony Goldwyn     | Taylor Elmore                                                  |
| 23         | 10        | Blutsverwandtschaft | Debts and Accounts | 13. Apr. 2011        | 23. Okt. 2012                         | John David Coles | Chris Provenzano                                               |
| 24         | 11        | Anschläge           | Full Commitment    | 20. Apr. 2011        | 23. Okt. 2012                         | Peter Werner     | Benjamin Cavell                                                |
| 25         | 12        | Tag der Abrechnung  | Reckoning          | 27. Apr. 2011        | 30. Okt. 2012                         | Adam Arkin       | Dave Andron                                                    |
| 26         | 13        | Bloody Harlan       | Bloody Harlan      | 4. Mai 2011          | 30. Okt. 2012                         | Michael Dinner   | Fred Golan                                                     |

## Staffel 3
Die Erstausstrahlung der dritten Staffel war vom 17. Januar bis zum 10. April 2012 auf dem US-amerikanischen Kabelsender FX zu sehen. Die deutschsprachige Erstveröffentlichung fand beim Video-on-Demand-Anbieter Amazon Instant Video per Streaming statt.

### Handlung
In der dritten Staffel taucht Robert Quarles (Neal McDonough), ein Exil-Mafioso aus Detroit, der den Oxycontin-Handel in Kentucky kontrollieren will, auf. Zu Beginn der Staffel erholt sich Raylan davon, dass er bei der Auseinandersetzung mit den Bennetts angeschossen wurde. Boyd lässt sich verhaften, um Dickie zu ermorden, hält aber inne, als er erfährt, dass Ellstin Limehouse (Mykelti Williamson), der Beschützer von Noble's Holler, das Erbe von Dickie innehat.
Quarles verbündet sich mit dem örtlichen Vollstrecker der Dixie-Mafia, Wynn Duffy (Jere Burns), und beginnt, die einheimischen Kriminellen zu verdrängen, bis Raylan zu ermitteln beginnt. Quarles’ Bemühungen bringen ihn auch in Konflikt mit Boyds Gruppe, was zum Tod mehrerer Einheimischer führt. Der Konflikt zwischen Boyd und Quarles spitzt sich zu, als Errol, Limehouses Leutnant, den Anschein erweckt, dass Quarles Boyds eigenen Versuch, den Oxycontin-Handel zu übernehmen, angegriffen hat. Limehouse findet dies heraus und erklärt sich widerwillig bereit, dafür zu sorgen, dass Boyd und Quarles sich gegenseitig vernichten, indem er vorgibt, mit beiden Seiten zu arbeiten.
In der Zwischenzeit kommt die Beziehung von Raylan und Winona zu einem jähen Ende, als Winona wegläuft und behauptet, Raylan sei der Job wichtiger. Raylan konzentriert seine Bemühungen darauf, Quarles zur Strecke zu bringen. Insbesondere nachdem Quarles versucht hat, Raylan den Mord an Winonas Ex-Mann anzuhängen. Quarles versucht, die Oberhand zu gewinnen, indem er den Sheriff von Harlan County, Napier, besticht.
Doch Boyd schlägt zurück, indem er Shelby Parlow (Jim Beaver), einen Mann, der Boyd sein Leben verdankt, zur Wahl antreten lässt. Obwohl Napier die Wahl gewinnt, wird Shelby Sheriff, weil Boyd das Ergebnis manipuliert hat, um Napier zu disqualifizieren. Nach Napiers Ausscheiden ist Quarles ruiniert und bittet Limehouse um Schutz. Limehouse stimmt zu und versucht, seine Karten auszuspielen, damit Quarles getötet und Boyd von Raylan verhaftet wird. Boyd durchschaut jedoch den Plan, was dazu führt, dass der State Trooper Tom Bergen, ein Freund Raylans, getötet wird. Boyd, der wütend auf Limehouse ist, bedroht ihn, woraufhin Limehouse Raylan von einem Mord erzählt, den Boyd begangen hat.
Quarles macht einen verzweifelten Deal mit Theo Tonin (Adam Arkin), dem Chef der Detroiter Mafia, um nach Hause zu kommen und versucht, Limehouse auszurauben. Aber Limehouse schneidet ihm den Arm ab. Raylan beschuldigt Quarles, Bergen getötet zu haben, woraufhin Quarles lacht und enthüllt, dass Arlo Bergen getötet hat. Arlo gesteht seine Verbrechen und bekennt sich zu den Verbrechen, derer Boyd beschuldigt wird, was Boyd entlastet.
Die Staffel endet damit, dass Raylan Winona anvertraut, dass er sich nicht sicher ist, ob Arlo den Trooper erschossen hat, um Boyd zu schützen, oder weil er einfach nur einen Polizisten mit einem Hut, der auch er hätte sein können, gesehen hat. Andere Handlungsstränge beinhalten Dickies eigene Versuche, sein Erbe von Limehouse einzufordern, nur um schließlich zu erfahren, dass Loretta McCready das Geld als Teil von Mags' letztem Wunsch erhalten hat; und Ava wird ein größerer Teil von Boyds Imperium, indem sie ein örtliches Bordell übernimmt, nachdem sie einen missbräuchlichen Zuhälter getötet hat.
| Nr. (ges.) | Nr. (St.) | Deutscher Titel     | Originaltitel              | Erstausstrahlung USA | Deutschsprachige Erstausstrahlung (D) | Regie                 | Drehbuch                                                                                |
| ---------- | --------- | ------------------- | -------------------------- | -------------------- | ------------------------------------- | --------------------- | --------------------------------------------------------------------------------------- |
| 27         | 1         | Harte Zeiten        | The Gunfighter             | 17. Jan. 2012        | —                                     | Michael Dinner        | Graham Yost & Fred Golan                                                                |
| 28         | 2         | Zeugenschutz        | Cut Ties                   | 24. Jan. 2012        | —                                     | Michael Watkins       | Benjamin Cavell                                                                         |
| 29         | 3         | Harlan Roulette     | Harlan Roulette            | 31. Jan. 2012        | —                                     | Jon Avnet             | Dave Andron                                                                             |
| 30         | 4         | Der Ausbruch        | The Devil You Know         | 7. Feb. 2012         | —                                     | Dean Parisot          | Taylor Elmore                                                                           |
| 31         | 5         | Organhandel         | Thick as Mud               | 14. Feb. 2012        | —                                     | Adam Arkin            | Handlung: Elmore Leonard & Jon Worley Schauspiel: Jon Worley & Benjamin Cavell          |
| 32         | 6         | Die Waffen sprechen | When the Guns Come Out     | 21. Feb. 2012        | —                                     | Don Kurt              | Handlung: Nichelle Tramble Spellman Schauspiel: Nichelle Tramble Spellman & Dave Andron |
| 33         | 7         | Hinter den Kulissen | The Man Behind The Curtain | 28. Feb. 2012        | —                                     | Peter Werner          | Ryan Farley                                                                             |
| 34         | 8         | Unter Beobachtung   | Watching the Detectives    | 6. März 2012         | —                                     | Peter Werner          | Graham Yost                                                                             |
| 35         | 9         | Geballte Ladung     | Loose Ends                 | 13. März 2012        | —                                     | Gwyneth Horder-Payton | Ingrid Escajeda                                                                         |
| 36         | 10        | Harter Wahlkampf    | Guy Walks Into a Bar       | 20. März 2012        | —                                     | Tony Goldwyn          | VJ Boyd                                                                                 |
| 37         | 11        | Besuch aus Detroit  | Measures                   | 27. März 2012        | —                                     | John Dahl             | Benjamin Cavell                                                                         |
| 38         | 12        | Zwei Fliegen        | Coalition                  | 3. Apr. 2012         | —                                     | Bill Johnson          | Taylor Elmore                                                                           |
| 39         | 13        | Das Schlachthaus    | Slaughterhouse             | 10. Apr. 2012        | —                                     | Dean Parisot          | Handlung: Graham Yost Schauspiel: Fred Golan                                            |

## Staffel 4
Die Erstausstrahlung der vierten Staffel war vom 8. Januar bis zum 2. April 2013 auf dem US-amerikanischen Kabelsender FX zu sehen. Die deutschsprachige Erstveröffentlichung fand am 1. Oktober 2014 beim Video-on-Demand-Anbieter Amazon Instant Video per Streaming statt.

### Handlung
In der vierten Staffel geht es um ein Rätsel, das seit 30 Jahren ungelöst blieb. Am 21. Januar 1983 stürzte ein Mann mit einem defekten Fallschirm auf eine Wohnstraße in Corbin, Kentucky, und verstarb auf der Stelle. Seine Leiche war umgeben von Säcken voller Kokain und sein Name war Drew Thompson.
Raylan stößt auf ein Geheimnis, als in Arlos Haus eine alte Diplomatentasche gefunden wird, die nur einen Führerschein, der auf den Namen Waldo Truth ausgestellt ist, enthält. Weitere Nachforschungen ergeben, dass der 1983 verstorbene Fallschirmspringer in Wirklichkeit Waldo Truth war und dass Drew Thompson noch am Leben ist. Doch Arlo weigert sich, irgendwelche Informationen preiszugeben. Im weiteren Verlauf der Ermittlungen stellt sich heraus, dass Drew Thompson Zeuge eines Mordes war, den Theo Tonin beging, was bedeutet, dass er dazu hätte beitragen können, die Detroiter Mafia zu Fall zu bringen.
Raylan wohnt inzwischen über einer Bar und versucht, zusätzliches Geld zu sparen, um sein ungeborenes Kind zu versorgen. Nebenbei unterhält er eine fragwürdige Beziehung mit der Barkeeperin Lindsey Salazar.
Währenddessen versucht Boyd Crowder sein Imperium mit Hilfe seines alten Armeekumpels Colton „Colt“ Rhodes (Ron Eldard) zu vergrößern. Seine Bemühungen werden jedoch durch die Ankunft eines mit Schlangen hantierenden Predigers namens Billy St. Cyr (Joe Mazzello) und dessen Schwester Cassie (Lindsay Pulsipher) erschwert, die bereit ist, alles für ihren Bruder zu tun. Billys Erfolg schmälert Boyds Gewinne, da seine Konsumenten und Dealer vom Glauben statt von den Drogen abhängig werden. Wynn Duffy wird von der Detroiter Mafia beauftragt, Thompson zu finden, und bietet Boyd im Gegenzug eine Partnerschaft im Heroinhandel an, was zu einem Showdown zwischen Crowders Gang und den Marshals führt.
Zur gleichen Zeit wird Cousin Johnny (David Meunier) immer ungehaltener über Boyds Erfolg und plant, ihn zu verraten, indem er Duffy verspricht, Thompson selbst zu finden. Nachdem Boyd Ava einen Heiratsantrag gemacht hat, wird er an einen unerwarteten Scheideweg gebracht, an dem sein persönlicher oder beruflicher Untergang droht. Ein Vollstrecker der Detroiter Mafia unternimmt einen kühnen Schachzug gegen Raylan und zwingt ihn, herauszufinden, wie weit er gehen würde, um seine Familie zu schützen. In anderen Handlungssträngen der Staffel distanziert sich Shelby Parlow von Boyd und beschützt Ellen May, eine Prostituierte, vor Avas wachsenden gewalttätigen Tendenzen.
| Nr. (ges.) | Nr. (St.) | Deutscher Titel           | Originaltitel          | Erstausstrahlung USA | Deutschsprachige Erstausstrahlung (D) | Regie                 | Drehbuch                                                                 |
| ---------- | --------- | ------------------------- | ---------------------- | -------------------- | ------------------------------------- | --------------------- | ------------------------------------------------------------------------ |
| 40         | 1         | Vom Himmel gefallen       | Hole in the Wall       | 8. Jan. 2013         | 1. Okt. 2014                          | Michael Dinner        | Graham Yost                                                              |
| 41         | 2         | Wo ist Waldo?             | Where’s Waldo?         | 15. Jan. 2013        | 1. Okt. 2014                          | Bill Johnson          | Dave Andron                                                              |
| 42         | 3         | Bittere Wahrheiten        | Truth and Consequences | 22. Jan. 2013        | 1. Okt. 2014                          | Jon Avnet             | Benjamin Cavell                                                          |
| 43         | 4         | Ausgeflogen               | This Bird Has Flown    | 29. Jan. 2013        | 1. Okt. 2014                          | Bill Johnson          | Taylor Elmore                                                            |
| 44         | 5         | In den Hügeln             | Kin                    | 5. Feb. 2013         | 1. Okt. 2014                          | Peter Werner          | Fred Golan & VJ Boyd                                                     |
| 45         | 6         | Der Mann ohne Fuß         | Foot Chase             | 12. Feb. 2013        | 1. Okt. 2014                          | Peter Werner          | Dave Andron & Ingrid Escajeda                                            |
| 46         | 7         | Spiele der Reichen        | Money Trap             | 19. Feb. 2013        | 1. Okt. 2014                          | Don Kurt              | Handlung: Elmore Leonard & Chris Provenzano Schauspiel: Chris Provenzano |
| 47         | 8         | Der Geächtete             | Outlaw                 | 26. Feb. 2013        | 1. Okt. 2014                          | John Dahl             | Benjamin Cavell & Keith Schreier                                         |
| 48         | 9         | Das Kriegsbeil            | The Hatchet Tour       | 5. März 2013         | 1. Okt. 2014                          | Lesli Linka Glatter   | Taylor Elmore & Leonard Chang                                            |
| 49         | 10        | Schnappt Drew             | Get Drew               | 12. März 2013        | 1. Okt. 2014                          | Billy Gierhart        | Dave Andron & VJ Boyd                                                    |
| 50         | 11        | Reingelegt                | Decoy                  | 19. März 2013        | 1. Okt. 2014                          | Michael Watkins       | Graham Yost & Chris Provenzano                                           |
| 51         | 12        | Seelenfrieden             | Peace of Mind          | 26. März 2013        | 1. Okt. 2014                          | Gwyneth Horder-Payton | Taylor Elmore & Leonard Chang                                            |
| 52         | 13        | Die Geister, die ich rief | Ghosts                 | 2. Apr. 2013         | 1. Okt. 2014                          | Bill Johnson          | Fred Golan & Benjamin Cavell                                             |

## Staffel 5
Die Erstausstrahlung der fünften Staffel war vom 7. Januar bis zum 8. April 2014 auf dem US-amerikanischen Kabelsender FX zu sehen. Die deutschsprachige Erstausstrahlung sendete der deutsche Pay-TV-Sender AXN vom 6. November bis zum 18. Dezember 2014.

### Handlung
Im Mittelpunkt der fünften Staffel steht die Krokodilzüchter-Familie Crowe, die von Darryl Crowe Jr. (Michael Rapaport) angeführt wird. Die Staffel beginnt damit, dass Dewey Crowe nach seinem erzwungenen Ausbruch aus dem Gefängnis einen Prozess gegen den Staat gewinnt. Nachdem er von Deweys neu erlangtem Reichtum erfahren hat, zieht Cousin Darryl mit seinem Clan nach Kentucky und übernimmt Deweys Geschäft.
Boyd kämpft darum, die Kontrolle über den Drogenhandel zu behalten, nachdem sich die Detroiter Mafia aufzulösen beginnt. Außerdem werden seine Lieferungen überfallen und es erweist sich als schwierig, Ava aus dem Gefängnis zu holen.
Raylan, der von Darryls Umzug erfährt, versucht, Darryls Schwester Wendy (Alicia Witt) umzustimmen, indem er sie davon überzeugt, dass ihr Sohn Kendal in Darryls Nähe in Gefahr ist.
Art erfährt von einem ehemaligen Detroiter Spieler, Picker, dass jemand aus der Exekutive hinter dem Mord an einem wichtigen Detroiter Vollstrecker in Kentucky steckt. Diese Information hilft Art ungewollt, Theo Tonin zu fassen und sein Vermächtnis zu festigen. Raylan gesteht jedoch seine Beteiligung an der Ermordung des Detroiter Vollstreckers, was wiederum zu einem Zerwürfnis in ihrer Beziehung führt.
Darryl und Boyd schließen einen Handel mit Heroin aus Mexiko ab, um die Kontrolle über den Drogenhandel wiederzuerlangen. Sie erfahren aber bald, dass Cousin Johnny hinter den Angriffen auf seine Lieferungen steckt. Nachdem ein Deal mit einem Kartell zustande gekommen ist, ermorden die Crowes Johnnys Männer und versuchen, sich für Boyd unentbehrlich zu machen, indem sie ihre eigene Route aus Mexiko anbieten.
Ava wird der versuchte Mord an einem Wärter von diesem selbst angehängt. Sie kommt deshalb in den Hochsicherheitstrakt, wo sie versuchen muss, ihre eigenen Geschäfte zu machen, um zu überleben.
Nachdem Dewey die Heroinlieferung nach einer Beleidigung zu viel gestohlen hat, führt dies zu einer groben Verstimmung innerhalb der Crowes. Während der Überführung eines Zeugen gegen die Crowes wird Art angeschossen und Kendal nimmt die Schuld auf sich, obwohl alles auf Darryl hindeutet.
Raylan, der auf Rache aus ist, erhält unerwartete Unterstützung von Boyd und später von Wendy, nachdem er gedroht hat, Kendal als Erwachsenen anzuklagen.
Andere Handlungsstränge erzählen von Raylans Widerwillen, seine kleine Tochter in Florida zu sehen. Doch nachdem er Art gestanden hat dorthin ziehen zu wollen, stimmt er zu. Wynn Duffy wendet sich an Katherine Hale (Mary Steenburgen), eine ehemalige Dixie-Mafiabossin, um zu erfahren, was mit Boyd geschehen soll. Und Rachel Brooks, die neue Leiterin des Büros in Lexington, teilt Raylan mit, dass seine Versetzung abgelehnt wird, bis sie schließlich Boyds kriminelle Machenschaften mit Hilfe eines überraschenden Zeugen beenden.
| Nr. (ges.) | Nr. (St.) | Deutscher Titel                     | Originaltitel              | Erstausstrahlung USA | Deutschsprachige Erstausstrahlung (D) | Regie                 | Drehbuch                       |
| ---------- | --------- | ----------------------------------- | -------------------------- | -------------------- | ------------------------------------- | --------------------- | ------------------------------ |
| 53         | 1         | Ein Crowe kommt selten allein       | A Murder of Crowes         | 7. Jan. 2014         | 6. Nov. 2014                          | Michael Dinner        | Graham Yost & Fred Golan       |
| 54         | 2         | Probleme mit den Kids               | The Kids Aren’t All Right  | 14. Jan. 2014        | 6. Nov. 2014                          | Bill Johnson          | Dave Andron                    |
| 55         | 3         | Und führe mich nicht in Versuchung… | Good Intentions            | 21. Jan. 2014        | 13. Nov. 2014                         | Dean Parisot          | Benjamin Cavell                |
| 56         | 4         | Dewey allein im Wald                | Over the Mountain          | 28. Jan. 2014        | 13. Nov. 2014                         | Gwyneth Horder-Payton | Taylor Elmore                  |
| 57         | 5         | Offene Rechnungen                   | Shot All to Hell           | 4. Feb. 2014         | 20. Nov. 2014                         | Adam Arkin            | Chris Provenzano               |
| 58         | 6         | Allianzen                           | Kill the Messenger         | 11. Feb. 2014        | 20. Nov. 2014                         | Don Kurt              | Ingrid Escajeda                |
| 59         | 7         | Ein Deal ist ein Deal               | Raw Deal                   | 25. Feb. 2014        | 27. Nov. 2014                         | Bill Johnson          | VJ Boyd                        |
| 60         | 8         | Transportprobleme                   | Whistle Past the Graveyard | 4. März 2014         | 27. Nov. 2014                         | Peter Werner          | Chris Provenzano               |
| 61         | 9         | Völlig verfahren                    | Wrong Roads                | 11. März 2014        | 4. Dez. 2014                          | Michael Dinner        | Dave Andron & Leonard Chang    |
| 62         | 10        | Blutsbrüder                         | Weight                     | 18. März 2014        | 4. Dez. 2014                          | John Dahl             | Taylor Elmore & Keith Schreier |
| 63         | 11        | Tribut                              | The Toll                   | 25. März 2014        | 11. Dez. 2014                         | Jon Avnet             | Benjamin Cavell                |
| 64         | 12        | Der Fisch am Haken                  | Starvation                 | 1. Apr. 2014         | 11. Dez. 2014                         | Michael Pressman      | Chris Provenzano               |
| 65         | 13        | Wieder quitt                        | Restitution                | 8. Apr. 2014         | 18. Dez. 2014                         | Adam Arkin            | Fred Golan & Dave Andron       |

## Staffel 6
Die Erstausstrahlung der sechsten Staffel war vom 20. Januar bis zum 14. April 2015 auf dem US-amerikanischen Kabelsender FX zu sehen. Die deutschsprachige Erstausstrahlung sendete der deutsche Pay-TV-Sender AXN vom 30. April bis zum 30. Juli 2015.
| Nr. (ges.) | Nr. (St.) | Deutscher Titel                | Originaltitel       | Erstausstrahlung USA | Deutschsprachige Erstausstrahlung (D) | Regie                 | Drehbuch                                               |
| ---------- | --------- | ------------------------------ | ------------------- | -------------------- | ------------------------------------- | --------------------- | ------------------------------------------------------ |
| 66         | 1         | Die guten alten Zeiten         | Fate’s Right Hand   | 20. Jan. 2015        | 30. Apr. 2015                         | Michael Dinner        | Michael Dinner, Fred Golan & Chris Provenzano          |
| 67         | 2         | Die Suche nach dem Geld        | Cash Game           | 27. Jan. 2015        | 7. Mai 2015                           | Dean Parisot          | Dave Andron & VJ Boyd                                  |
| 68         | 3         | Adel verpflichtet              | Noblesse Oblige     | 3. Feb. 2015         | 21. Mai 2015                          | Peter Weller          | Taylor Elmore & Benjamin Cavell                        |
| 69         | 4         | Das Kaninchen vor der Schlange | Trash and the Snake | 10. Feb. 2015        | 28. Mai 2015                          | Adam Arkin            | Chris Provenzano & Ingrid Escajeda                     |
| 70         | 5         | Alte Freundschaften            | Sounding            | 17. Feb. 2015        | 4. Juni 2015                          | Jon Avnet             | Dave Andron & Leonard Chang                            |
| 71         | 6         | Tödliche Miene                 | Alive Day           | 24. Feb. 2015        | 11. Juni 2015                         | Peter Werner          | Benjamin Cavell & Jennifer Kennedy                     |
| 72         | 7         | Die Jagd                       | The Hunt            | 3. März 2015         | 18. Juni 2015                         | John Dahl             | Taylor Elmore & Keith Schreier                         |
| 73         | 8         | Dunkle Vergangenheit           | Dark As a Dungeon   | 10. März 2015        | 25. Juni 2015                         | Gwyneth Horder-Payton | Chris Provenzano & VJ Boyd                             |
| 74         | 9         | Verbrannte Erde                | Burned              | 17. März 2015        | 2. Juli 2015                          | Don Kurt              | Dave Andron, Leonard Chang & Jenny DeArmit             |
| 75         | 10        | Vertrauen                      | Trust               | 24. März 2015        | 9. Juli 2015                          | Adam Arkin            | Benjamin Cavell                                        |
| 76         | 11        | Verdächtige Nummer Eins        | Fugitive Number One | 31. März 2015        | 16. Juli 2015                         | Jon Avnet             | Taylor Elmore & Keith Schreier                         |
| 77         | 12        | Kollateralschaden              | Collateral          | 7. Apr. 2015         | 23. Juli 2015                         | Michael Pressman      | Chris Provenzano & VJ Boyd                             |
| 78         | 13        | Das Versprechen                | The Promise         | 14. Apr. 2015        | 30. Juli 2015                         | Adam Arkin            | Graham Yost, Fred Golan, Dave Andron & Benjamin Cavell |